# Virgilio Angioni
Virgilio Angioni (Quartu Sant'Elena, 14 de noviembre de 1878-3 de septiembre de 1947) fue un sacerdote católico y periodista italiano, de la arquidiócesis de Cagliari, fundador de la Congregación de las Hijas de María Santísima de la Divina Providencia y del Buen Pastor. Es considerado venerable por la Iglesia católica.

## Biografía
Virgilio Angioni nació el 14 de noviembre de 1878, en Quartu Sant'Elena (provincia de Cerdeña del Sur-Italia). Sus padres fueron Vincenzo Angioni e Fruttuosa Cabras. Desde niño mostró sus inclinaciones a la vida consagrada a los pobres. De hecho, con 17 años ingresó en el seminario diocesano de Cagliari, donde estudió por seis años y fue ordenado sacerdote el 1 de enero de 1901. Luego de su ordenación, fue nombrado capellán de la iglesia de Santa Catalina de Siena, obtuvo el doctorado en Teología en 1902, completó los estudios académicos en Roma entre 1902 y 1904, donde se doctoró en Derecho Canónico y se diplomó en Sociología, Ascética, Pastoral y Pedagogía.
Cuando regresó a Cagliari, Angioni fue nombrado coadjutor de la Colegiata de San Giacomo, de la cual será párroco por quince años (1908-1923). Fue un hombre de cultura, animador de encuentros culturales, periodista y promovía la participación de los católicos en la política. Fundó el semanal Il Lavoratore, dedicado a la democracia cristiana y en 1914, inició con el bimestral Bolettino dei parroci, para implementar la cultura en el clero sardo.
En el campo social, el sacerdote sardo se distinguió por la creación de una agencia para ayudar a los jóvenes soldados sardos, prisioneros de guerra; instituyó el círculo Labor para la educación de los operarios adultos analfabetas; y fundó la Casa del popolo, un centro de actividades culturales, sociales, recreativas y religiosas para los jóvenes. Además, fundó una Obra intitulada al Buen Pastor para atender a las niñas abandonadas y huérfanas de Cagliari, para ello dejó su trabajo como párroco en 1923 y se dedicó a dicha obra. Para asegurar que la obra continuara su labor, fundó la Congregación de las Hijas de María Santísima Madre de la Divina Misericordia y del Buen Pastor.
Virgilio Angioni murió el 3 de septiembre de 1947, en la Casa Madre de la Obra de San Benito en Cagliari.

## Culto
El 9 de febrero de 1991 fue introducida la causa de beatificación de Virgilio Angioni, cuyo proceso finalizó formalmente con la proclamación de la heroicidad de sus virtudes, en 2004, por el papa Juan Pablo II, lo cual le da el título de venerable. Su cuerpo reposa en la capilla de la Casa Madre de las Hijas de María de Cagliari. En Cagliari es conocido con el apelativo de el padre de muchos pobres.